# Bivibranchia velox
Bivibranchia velox é uma espécie de peixe da família Hemiodontidae na ordem dos Characiformes.

## Morfologia
Os machos podem chegar aos 15,2 cm de comprimento total.

## Reprodução
É ovíparo.

## Habitat
É um peixe de água doce e de clima tropical.

## Distribuição geográfica
Encontram-se na América do Sul: nas bacias dos rios Xingu e Tocantins, no Brasil.